# Rugby Africa Women's Cup 2022
Rugby Africa Women's Cup 2022 fu la 2ª edizione della Coppa d'Africa di rugby a 15 femminile per squadre nazionali.
Organizzata da Rugby Afrique, si trattò della prima edizione competitiva tenutasi dal 2019: nel 2020 fu annullata a seguito della pandemia di COVID-19 e nel 2021 si disputò in forma di serie di test match senza titolo in palio.
L'edizione 2022 si tenne tra 12 squadre ripartite su 4 gironi in altrettanti Paesi diversi, ma non espresse una squadra vincitrice: la prima classificata di ogni girone, infatti, si qualificò per disputare l'edizione dell'anno successivo in un torneo a quattro che designò la campionessa continentale.
La prima squadra a qualificarsi fu il Sudafrica che, nel proprio girone disputato a Città del Capo, vinse a punteggio pieno superando in entrambi gli incontri lo score dei cento punti contro Zimbabwe e Namibia.
Successivamente fu il turno del Madagascar, che vinse il girone disputato a Tunisi contro le padrone di casa e il Senegal.
Terza in ordine di qualificazione fu il Kenya, che ebbe ragione di Uganda e Zambia nel girone che si tenne a Kampala.
Infine, a Yaoundé, furono le padrone di casa del Camerun a imporsi su Costa d'Avorio e Burkina Faso.
Il valore delle marcature, come stabilito da World Rugby nel 2017, è: 5 punti per ciascuna meta (7 se trasformata), 7 punti per la meta tecnica, 3 punti per la realizzazione di ciascun calcio piazzato, idem per il drop.

## Squadre partecipanti
| Girone A  | Girone B | Girone C   | Girone D       |
| --------- | -------- | ---------- | -------------- |
| Namibia   | Kenya    | Madagascar | Burkina Faso   |
| Sudafrica | Zambia   | Senegal    | Camerun        |
| Zimbabwe  | Uganda   | Tunisia    | Costa d'Avorio |

## Girone A

### Risultati
| Arbitro: | Saudah Adiru |

| |      |  |
| Mabenge 2’, 36’, 45’ Mpupha 5’, 25’ Gwala 9’ Malinga 15’, 73’ Solontsi 20’, 60’ Dumke 33’ Mcatshulwa 39’ Roos 42’ Kinsey 51’ Ngwevu 57’, 66’, 70’ | mt   |  |
| v. Rensburg 2’, 5’, 9’, 25’ Jordaan 60’, 66’, 70’, 73’ Kinsey 45’, 51’                                                                            | tr   |  |
| Kinsey 40’ | c.p. |  |

| Arbitro: | Aimee Barrett-Theron |

| |    |  |
| Mabika 1’, 15’, 23’, 46’ Chirinda 21’, 74’ Chigumbu 29’ Musere 36’ Sianga 55’ Mbembere 57’, 79’ Malenga 59’ | mt |  |
| Chirinda 1’, 29’, 46’, 59’, 74’ Mbembere 79’                                                                | tr |  |

| Arbitro: | Eri Kamimura |

| |      |              |
| Ngwevu 1’ v. Rensburg 5’, 61’ Mpupha 14’, 19’, 24’, 41’ Solontsi 27’ Malinga 30’ Mathe 37’, 48’ Mcatshulwa 45’, 68’ Roos 51’, 59’ Namba 54’, 56’, 63’, 78’ Ntoyanto 73’ | mt   |              |
| v. Rensburg 1’, 5’, 14’, 19’, 27’, 30’, 37’, 45’, 48’, 51’, 54’, 59’, 61’, 73’                                                                                          | tr   |              |
| | c.p. | 35’ Shipanga |

### Classifica
| Pos | Squadra   | G | V | N | P | PF  | PS  | DP   | BMP | Pt |
| --- | --------- | - | - | - | - | --- | --- | ---- | --- | -- |
| 1   | Sudafrica | 2 | 2 | 0 | 0 | 236 | 3   | +233 | 2   | 10 |
| 2   | Zimbabwe  | 2 | 1 | 0 | 1 | 72  | 108 | −36  | 1   | 5  |
| 3   | Namibia   | 2 | 0 | 0 | 2 | 3   | 200 | −197 | 0   | 0  |

## Girone B

### Risultati
| Arbitro: | Bimeta Sene |

|                                     |      |                                   |
| Nanyonjo 14’ Mudoola 38’ Lekuru 57’ | mt   | 48’ Malisa 62’ Willima 76’ Lyamba |
| Mudoola 14’, 38’, 57’               | tr   | 76’ Lungu                         |
| Mudoola 20’, 23’, 56’, 65’, 74’     | c.p. |                                   |

| Arbitro: | Julie Mamisoa |

|                           |      |                                            |
| Lyamba 35’, 61’ Lungu 39’ | mt   | 3’ Otieno 23’ Amuguni 40’ Lindo 53’ Ndungu |
| Liwena 39’                | tr   | 23’ Okullu 53’ A. Ochieng                  |
|                           | c.p. | 37’, 57’, 71’ A. Ochieng                   |
|                           | drop | 33’ A. Ochieng                             |

| Arbitro: | Bimeta Sene |

|             |      |                                     |
|             | mt   | 13’ A. Ochieng 62’ Lindo 80’ Otieno |
|             | tr   | 80’ A. Ochieng                      |
| Mudoola 50’ | c.p. | 30’ A. Ochieng                      |
|             | drop | 46’ A. Ochieng                      |

### Classifica
| Pos | Squadra | G | V | N | P | PF | PS | DP  | BMP | Pt |
| --- | ------- | - | - | - | - | -- | -- | --- | --- | -- |
| 1   | Kenya   | 2 | 2 | 0 | 0 | 59 | 20 | +39 | 1   | 9  |
| 2   | Uganda  | 2 | 1 | 0 | 1 | 39 | 40 | −1  | 0   | 4  |
| 3   | Zambia  | 2 | 0 | 0 | 2 | 34 | 72 | −38 | 0   | 0  |

## Girone C

### Risultati
| Arbitro: | Christabelle Lim |

|                                             |    |           |
| Ragoubi 48’, 80+3’ El Korbi 72’ Haddaji 79’ | mt | 52’ Diaw  |
| Ben Arous 72’, 79’                          | tr | 52’ Barry |

| Arbitro: | Christabelle Lim |

|                                                                            |      |                                                     |
| Rasoanekena 2’, 13’ Raharimalala 17’, 73’ Holinirina 29’ Nomenjanahary 35’ | mt   | 52’ Diaw 52 65’ K. Camara 77’ Mendy 80+4’ D. Camara |
| Razanamahefa 17’, 29’                                                      | tr   | 52’ Barry                                           |
|                                                                            | c.p. | 37’ Barry                                           |

| Arbitro: | Maria Latos |

|            |      |                                            |
| Meriem 28’ | mt   | 12’ Razanamahefa 36’, 55’, 65’ Rasoanekena |
|            | tr   | 12’, 36’ Holinirina                        |
|            | c.p. | 33’ Holinirina                             |

### Classifica
| Pos | Squadra    | G | V | N | P | PF | PS | DP  | BMP | Pt |
| --- | ---------- | - | - | - | - | -- | -- | --- | --- | -- |
| 1   | Madagascar | 2 | 2 | 0 | 0 | 61 | 30 | +31 | 2   | 10 |
| 2   | Tunisia    | 2 | 1 | 0 | 1 | 29 | 34 | −5  | 1   | 5  |
| 3   | Senegal    | 2 | 0 | 0 | 2 | 32 | 58 | −26 | 1   | 1  |

## Girone D

### Risultati
| Arbitro: | Beril Akinyi |

|                  |      |  |
| F. Cisse 46’     | mt   |  |
| Ndingo Priso 60’ | c.p. |  |

| Arbitro: | Julie Randriarimanana |

|                                                                            |      |                       |
| Sekongo 17’ Gbeuli 21’ F. Cisse 28’, 31’ Lamoine 48’ F. Toure 62’ Goue 79’ | mt   | 65’ Zombre 80+3’ Goro |
| Chauveau 21’, 28’, 31’, 48’ Mone 62’ Lamoine 79’                           | tr   |                       |
| Chauveau 12’                                                               | c.p. |                       |

| Arbitro: | Beril Akinyi |

|                                                                                          |    |  |
| Eyindo 3’ Moudangwedi 7’, 41’ Mengue 12’, 29’ Fri 19’ Dooh 36’ Tankeu 45’ Ewane 59’, 72’ | mt |  |
| Endalle 73’                                                                              | tr |  |

### Classifica
| Pos | Squadra        | G | V | N | P | PF | PS  | DP  | BMP | Pt |
| --- | -------------- | - | - | - | - | -- | --- | --- | --- | -- |
| 1   | Camerun        | 2 | 2 | 0 | 0 | 60 | 0   | +60 | 1   | 9  |
| 2   | Costa d'Avorio | 2 | 1 | 0 | 1 | 50 | 18  | +32 | 1   | 5  |
| 3   | Burkina Faso   | 2 | 0 | 0 | 2 | 10 | 102 | −92 | 0   | 0  |